# Sinartoria damingshanensis
Espèce
Sinartoria damingshanensis est une espèce d'araignées aranéomorphes de la famille des Lycosidae.

## Distribution
Cette espèce est endémique du Guangxi en Chine,. Elle se rencontre sur le mont Daming.

## Description
Le mâle holotype mesure 4,80 mm et la femelle paratype 6,15 mm, les mâles mesurent de 4,80 à 5,20 mm.

## Étymologie
Son nom d'espèce, composé de damingshan et du suffixe latin -ensis, « qui vit dans, qui habite », lui a été donné en référence au lieu de sa découverte, le mont Daming.

## Publication originale
- Wang, Framenau & Zhang, 2021 : « A further study on the wolf spider subfamily Artoriinae from China (Araneae: Lycosidae). » Zootaxa, no 4964(3), p. 571-584.